# ویلیام توبمان
ویلیام واکاناراد شادراچ توبمان (به انگلیسی: William Vacanarat Shadrach Tubman) (زادهٔ ۲۹ نوامبر ۱۸۹۵ – درگذشته ۲۳ ژوئیه ۱۹۷۱) نوزدهمین رئیس‌جمهور لیبریا بود. وی از ۳ ژانویه ۱۹۴۴ تا ۲۳ ژوئیه ۱۹۷۱ رئیس‌جمهور لیبریا بود.
ویلیام توبمان در ۲۳ ژوئیه ۱۹۷۱، در سن ۷۵ سالگی در لندن درگذشت.